# Épinoy
Épinoy est une commune française située dans le département du Pas-de-Calais en région Hauts-de-France. Ses habitants sont appelés les Spinétiens.
La commune fait partie de la communauté de communes Osartis Marquion qui regroupe 49 communes et compte 42 651 habitants en 2021.

## Géographie

### Localisation
Localisée dans le sud-est du département du Pas-de-Calais et sur les grands plateaux artésiens et cambrésiens, Épinoy est une commune située, à vol d'oiseau, à 8 km au nord-ouest de la commune de Cambrai (aire d'attraction) et à 27 km au sud-ouest de la commune d’Arras (chef-lieu d'arrondissement et préfecture du Pas-de-Calais).
Le territoire de la commune est limitrophe de ceux de sept communes, dont cinq, Abancourt, Aubencheul-au-Bac, Fressies, Haynecourt et Sancourt, dans le département du Nord :
Les communes limitrophes sont  Abancourt, Aubencheul-au-Bac, Fressies, Haynecourt, Oisy-le-Verger, Sancourt et Sauchy-Lestrée.

### Géologie et relief
La superficie de la commune est de 8,08 km2 ; son altitude varie de 45  à   79 m.

### Hydrographie
La commune est située dans le bassin Artois-Picardie. Elle n'est drainée par aucun cours d'eau,.

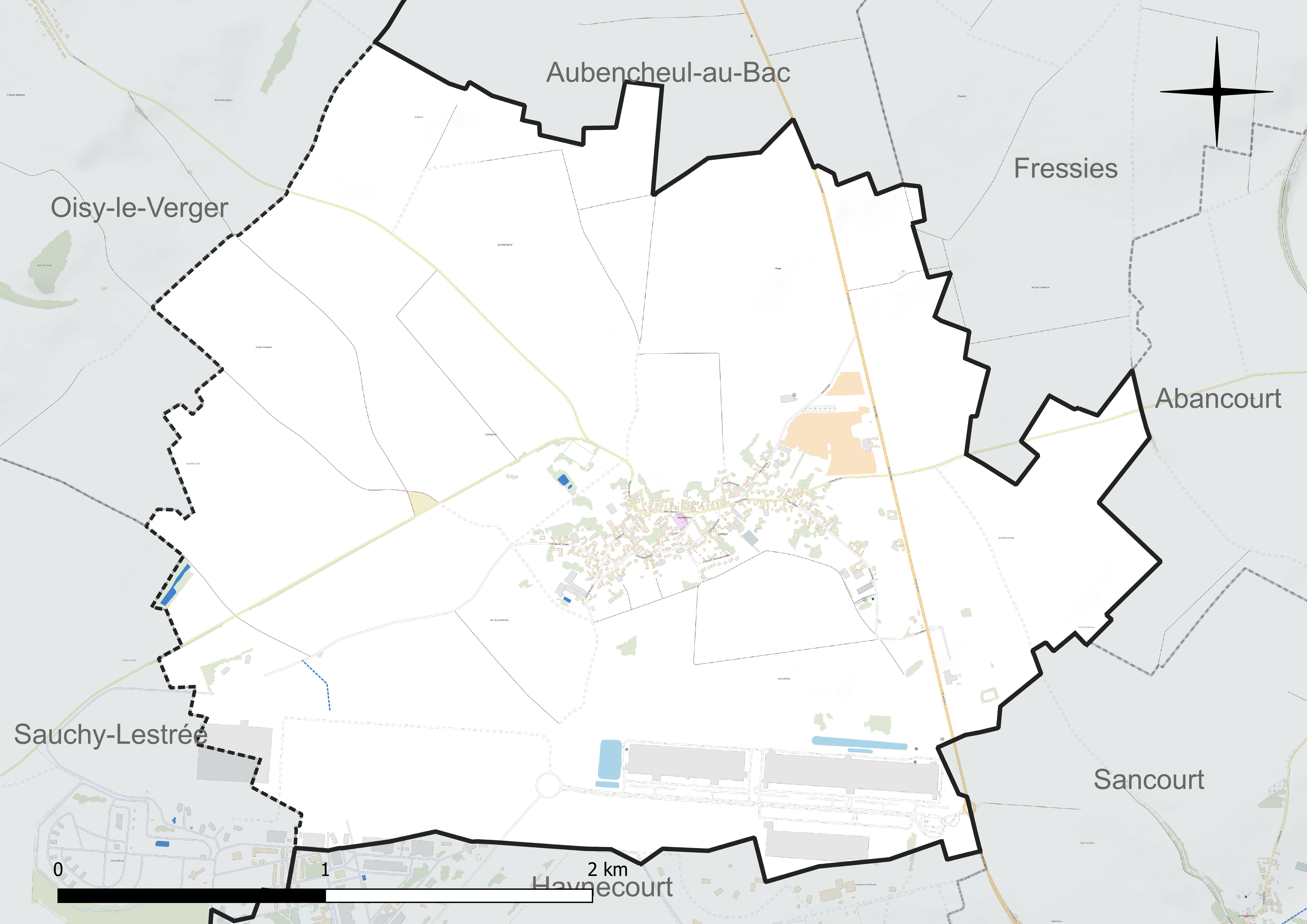
Réseau hydrographique d'Épinoy.

### Climat
Pour des articles plus généraux, voir Climat des Hauts-de-France et Climat du Pas-de-Calais.
En 2010, le climat de la commune est de type climat océanique dégradé des plaines du Centre et du Nord, selon une étude du CNRS s'appuyant sur une série de données couvrant la période 1971-2000. En 2020, Météo-France publie une typologie des climats de la France métropolitaine dans laquelle la commune est exposée à un climat océanique et est dans la région climatique Nord-est du bassin Parisien, caractérisée par un ensoleillement médiocre, une pluviométrie moyenne régulièrement répartie au cours de l'année et un hiver froid (3 °C).
Pour la période 1971-2000, la température annuelle moyenne est de 10,3 °C, avec une amplitude thermique annuelle de 14,7 °C. Le cumul annuel moyen de précipitations est de 696 mm, avec 11,3 jours de précipitations en janvier et 9,3 jours en juillet. Pour la période 1991-2020, la température moyenne annuelle observée sur la station météorologique installée sur la commune est de 10,9 °C et le cumul annuel moyen de précipitations est de 702,9 mm,. Pour l'avenir, les paramètres climatiques de la commune estimés pour 2050 selon différents scénarios d'émission de gaz à effet de serre sont consultables sur un site dédié publié par Météo-France en novembre 2022.
| Mois                                  | jan.             | fév.             | mars           | avril           | mai             | juin            | jui.           | août          | sep.           | oct.            | nov.          | déc.             | année      |
| ------------------------------------- | ---------------- | ---------------- | -------------- | --------------- | --------------- | --------------- | -------------- | ------------- | -------------- | --------------- | ------------- | ---------------- | ---------- |
| Température minimale moyenne (°C)     | 1,3              | 1,5              | 3,3            | 5,2             | 8,6             | 11,4            | 13,4           | 13,3          | 10,8           | 8               | 4,5           | 2                | 6,9        |
| Température moyenne (°C)              | 3,8              | 4,4              | 7,2            | 10,1            | 13,5            | 16,4            | 18,6           | 18,6          | 15,5           | 11,6            | 7,2           | 4,4              | 10,9       |
| Température maximale moyenne (°C)     | 6,2              | 7,3              | 11,1           | 15              | 18,4            | 21,4            | 23,8           | 23,8          | 20,3           | 15,3            | 10            | 6,7              | 14,9       |
| Record de froid (°C) date du record   | −19,8 05.01.1985 | −17,2 21.02.1956 | −11,4 13.03.13 | −4,5 12.04.1986 | −1,3 07.05.1997 | 1,2 05.06.1991  | 4,5 01.07.1984 | 5 30.08.1963  | 0,8 17.09.1971 | −5,4 29.10.1997 | −9 15.11.1983 | −12,8 31.12.1978 | −19,8 1985 |
| Record de chaleur (°C) date du record | 14,9 09.01.15    | 18,6 26.02.19    | 23,3 31.03.21  | 27,6 20.04.18   | 30,9 27.05.05   | 34,7 27.06.1976 | 41,8 25.07.19  | 38,2 06.08.03 | 34,7 15.09.20  | 28,6 01.10.11   | 19,5 06.11.18 | 16,2 30.12.22    | 41,8 2019  |
| Précipitations (mm)                   | 54,1             | 47,9             | 50             | 42,7            | 56,7            | 63,7            | 67,7           | 67,7          | 56,5           | 63,6            | 62,6          | 69,7             | 702,9      |

### Paysages
Pour un article plus général, voir Paysage en France.
La commune est située dans le paysage régional des grands plateaux artésiens et cambrésiens tel que défini dans l'atlas des paysages de la région Nord-Pas-de-Calais, conçu par la direction régionale de l'Environnement, de l'Aménagement et du Logement (DREAL),. Ce paysage régional, qui concerne 238 communes, est dominé par les « grandes cultures » de céréales et de betteraves industrielles qui représentent 70 % de la surface agricole utilisée (SAU).

### Milieux naturels et biodiversité

#### Espèces faunistiques et floristiques
Le site de l'Inventaire national du patrimoine naturel (INPN) recense 63 espèces faunistiques et floristiques sur le territoire de la commune dont 11 protégées et 6 taxons (espèces et sous-espèces) menacées et quasi-menacées.

## Urbanisme

### Typologie
Au 1er janvier 2024, Épinoy est catégorisée commune rurale à habitat dispersé, selon la nouvelle grille communale de densité à sept niveaux définie par l'Insee en 2022.
Elle est située hors unité urbaine. Par ailleurs la commune fait partie de l'aire d'attraction de Douai, dont elle est une commune de la couronne,. Cette aire, qui regroupe 61 communes, est catégorisée dans les aires de 50 000 à moins de 200 000 habitants,.

### Occupation des sols
L'occupation des sols de la commune, telle qu'elle ressort de la base de données européenne d'occupation biophysique des sols Corine Land Cover (CLC), est marquée par l'importance des territoires agricoles (79,5 % en 2018), en augmentation par rapport à 1990 (77,9 %). La répartition détaillée en 2018 est la suivante : 
terres arables (79,5 %), zones industrielles ou commerciales et réseaux de communication (15,6 %), zones urbanisées (4,9 %). L'évolution de l'occupation des sols de la commune et de ses infrastructures peut être observée sur les différentes représentations cartographiques du territoire : la carte de Cassini (XVIIIe siècle), la carte d'état-major (1820-1866) et les cartes ou photos aériennes de l'IGN pour la période actuelle (1950 à aujourd'hui).

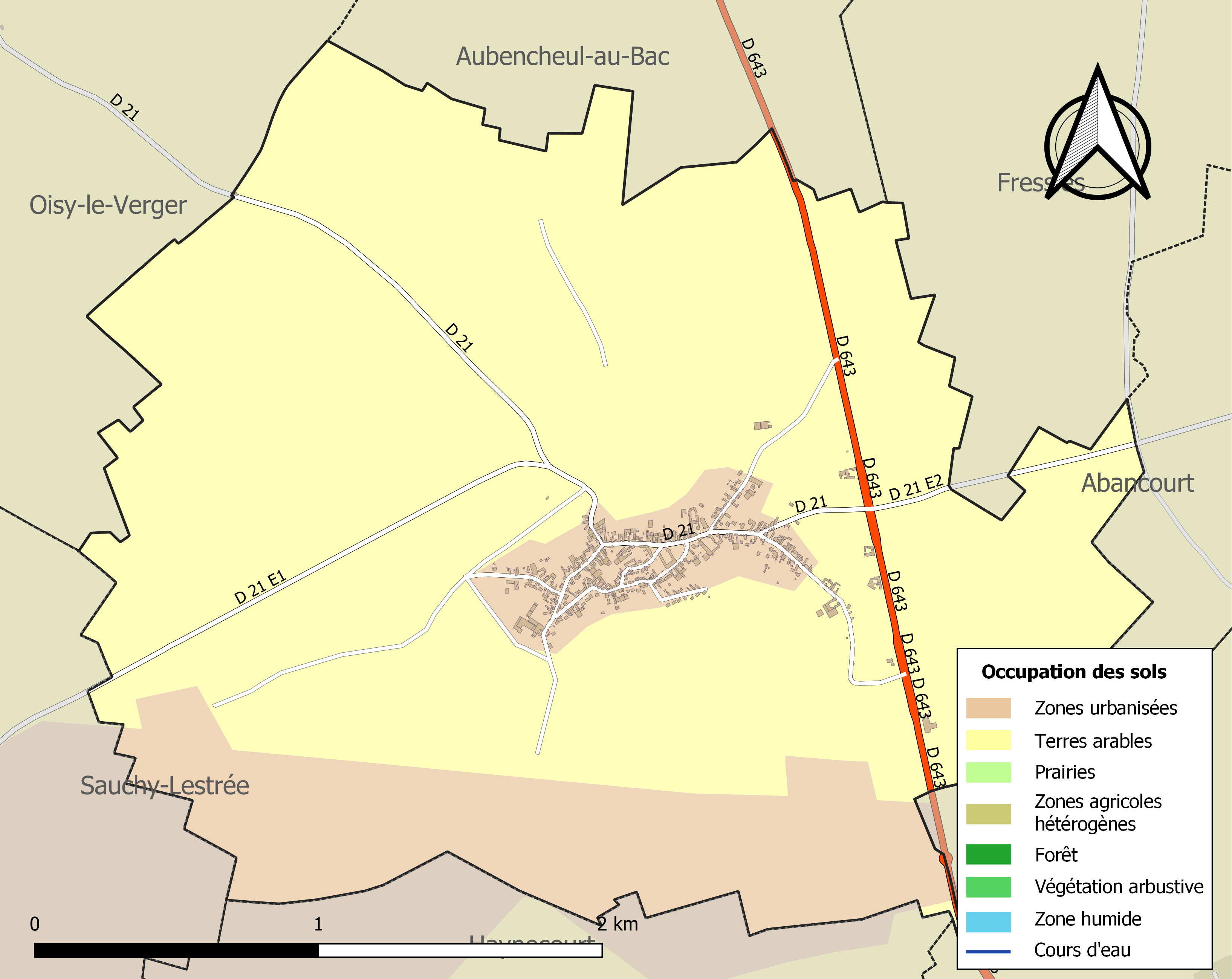
Carte des infrastructures et de l'occupation des sols de la commune en 2018 (CLC).

### Voies de communication et transports

#### Voies de communication
La commune est desservie par les routes départementales D 21 E2 et D 643.

#### Transports
La commune se trouve à proximité de la gare d'Aubigny-au-Bac, située sur la ligne de Saint-Just-en-Chaussée à Douai, desservie par des trains TER Hauts-de-France.
Une base aérienne militaire était installée (BA 103) sur le territoire de la commune.

## Toponymie
Le nom de la localité est attesté sous les formes Spinetum in pago Ostrebandensi en 880 ; Spinoit en 1150 ; Spinetum en 1194 ; Espinoy en 1236 ; Espinois au XIIIe siècle ; Espinoy-lez-Cambrai en 1528 ; Espinoy au XVIIIe siècle, Epinoy en 1793 ; Epinoy et Épinoy depuis 1801.
Variante de Épinay, du latin spinetum (« buisson d'épines, lieu épineux »).

## Histoire
Le village est tombé aux mains des Allemands dès le début de la Première Guerre mondiale, fin août 1914, et restera loin des combats tout au long de la guerre, le front se stabilisant à une vingtaine de kilomètres à l'ouest du côté de Bapaume.

À partir du 8 août 1918, l'offensive des Cent-Jours est déclenchée et les troupes alliées progressent vers l'est. Ce sont les troupes britanniques des Dorsetshire Regiment et York and Lancaster Regiment qui sont chargées de libérer Épinoy. Evacué de ses habitants, le village encore aux mains des Allemands est bombardé et de nombreux soldats trouvent la mort lors des combats des 29, 30 et 1er octobre 1918. Le village, entièrement détruit, sera reconstruit dans les années 1920.

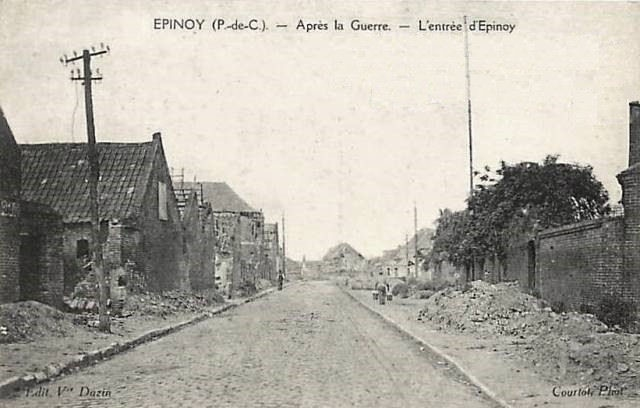
Le village en ruine…
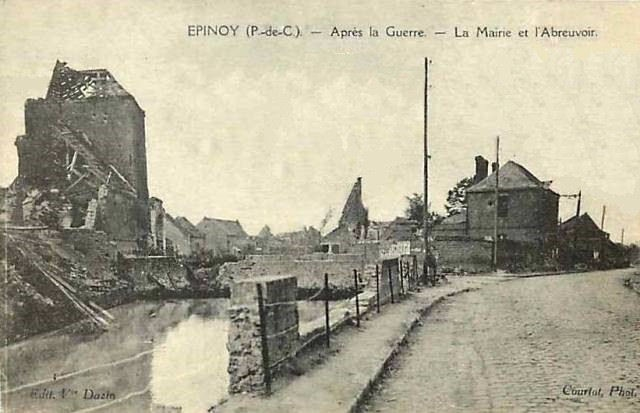
… à l'issue de la Première Guerre mondiale.

La commune est décorée de la croix de guerre 1914-1918 par décret du 23 septembre 1920, distinction également attribuée à 276 autres communes du Pas-de-Calais.

## Politique et administration

### Découpage territorial
La commune se trouve dans l'arrondissement d'Arras du département du Pas-de-Calais, depuis 1801.

#### Commune et intercommunalités
La commune est membre de la communauté de communes Osartis Marquion.

#### Circonscriptions administratives
La commune est rattachée au canton de Bapaume. Avant le redécoupage cantonal de 2014, elle était, depuis 1801, rattachée au canton de Marquion .

#### Circonscriptions électorales
Pour l'élection des députés, la commune fait partie de la première circonscription du Pas-de-Calais.

### Élections municipales et communautaires

#### Liste des maires

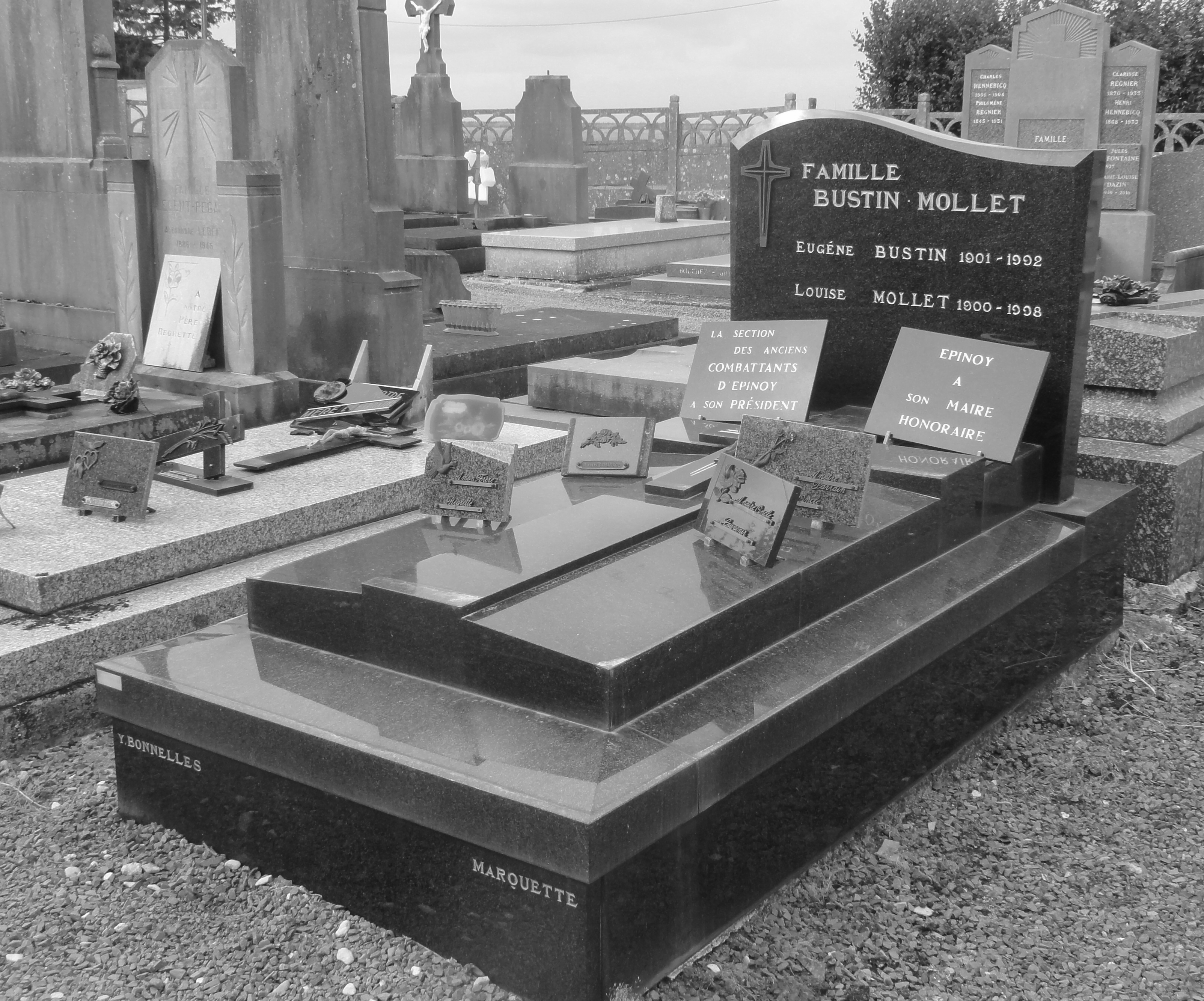
Tombe d'Eugène Bustin dans le cimetière d'Épinoy.

| Période                                  | Période                    | Identité          | Étiquette | Qualité |
| ---------------------------------------- | -------------------------- | ----------------- | --------- | ------- |
| Les données manquantes sont à compléter. |                            |                   |           |         |
| 1901,                                    |                            | Léon Rincheval    |           |         |
| Juin 1995                                | Mai 2020                   | Gilbert Théron,   |           |         |
| 24 mai 2020,                             | En cours (au 4 avril 2023) | Corinne Delevaque |           |         |

## Équipements et services publics

### Enseignement
La commune est située dans l'académie de Lille et dépend, pour les vacances scolaires, de la zone B.
La commune administre une école élémentaire, en regroupement pédagogique intercommunal (RPI).

### Justice, sécurité, secours et défense
La commune dépend du tribunal judiciaire d'Arras, du conseil de prud'hommes d'Arras, de la cour d'appel de Douai, du tribunal de commerce d'Arras, du tribunal administratif de Lille, de la cour administrative d'appel de Douai, du pôle nationalité du tribunal judiciaire d'Arras et du tribunal pour enfants d'Arras.

## Population et société

### Démographie
Les habitants sont appelés les Spinétiens.

#### Évolution démographique
L'évolution du nombre d'habitants est connue à travers les recensements de la population effectués dans la commune depuis 1793. Pour les communes de moins de 10 000 habitants, une enquête de recensement portant sur toute la population est réalisée tous les cinq ans, les populations de référence des années intermédiaires étant quant à elles estimées par interpolation ou extrapolation. Pour la commune, le premier recensement exhaustif entrant dans le cadre du nouveau dispositif a été réalisé en 2007.

En 2022, la commune comptait 509 habitants, en évolution de −6,78 % par rapport à 2016 (Pas-de-Calais : −0,72 %, France hors Mayotte : +2,11 %).
| 1793 | 1800 | 1806 | 1821 | 1831 | 1836 | 1841 | 1846 | 1851 |
| ---- | ---- | ---- | ---- | ---- | ---- | ---- | ---- | ---- |
| 597  | 571  | 697  | 867  | 956  | 924  | 920  | 878  | 846  |

| 1856 | 1861 | 1866 | 1872 | 1876 | 1881 | 1886 | 1891 | 1896 |
| ---- | ---- | ---- | ---- | ---- | ---- | ---- | ---- | ---- |
| 776  | 819  | 860  | 800  | 801  | 866  | 850  | 793  | 750  |

| 1901 | 1906 | 1911 | 1921 | 1926 | 1931 | 1936 | 1946 | 1954 |
| ---- | ---- | ---- | ---- | ---- | ---- | ---- | ---- | ---- |
| 739  | 747  | 708  | 555  | 596  | 552  | 551  | 426  | 523  |

| 1962 | 1968 | 1975 | 1982 | 1990 | 1999 | 2006 | 2007 | 2012 |
| ---- | ---- | ---- | ---- | ---- | ---- | ---- | ---- | ---- |
| 478  | 452  | 466  | 444  | 463  | 498  | 514  | 517  | 544  |

| 2017 | 2022 | - | - | - | - | - | - | - |
| ---- | ---- | - | - | - | - | - | - | - |
| 546  | 509  | - | - | - | - | - | - | - |

#### Pyramide des âges
En 2018, le taux de personnes d'un âge inférieur à 30 ans s'élève à 39,1 %, soit au-dessus de la moyenne départementale (36,7 %). À l'inverse, le taux de personnes d'âge supérieur à 60 ans est de 19,7 % la même année, alors qu'il est de 24,9 % au niveau départemental.
En 2018, la commune comptait 282 hommes pour 265 femmes, soit un taux de 51,55 % d'hommes, largement supérieur au taux départemental (48,5 %).
Les pyramides des âges de la commune et du département s'établissent comme suit.
| Hommes | Classe d’âge | Femmes |
| ------ | ------------ | ------ |
| 0,4    | 90 ou +      | 1,1    |
| 6,0    | 75-89 ans    | 8,7    |
| 11,4   | 60-74 ans    | 12,0   |
| 21,7   | 45-59 ans    | 20,0   |
| 20,3   | 30-44 ans    | 20,4   |
| 14,6   | 15-29 ans    | 17,0   |
| 25,7   | 0-14 ans     | 20,8   |

| Hommes | Classe d’âge | Femmes |
| ------ | ------------ | ------ |
| 0,5    | 90 ou +      | 1,6    |
| 5,6    | 75-89 ans    | 8,9    |
| 16,7   | 60-74 ans    | 18,1   |
| 20,2   | 45-59 ans    | 19,2   |
| 18,9   | 30-44 ans    | 18,1   |
| 18,2   | 15-29 ans    | 16,2   |
| 19,9   | 0-14 ans     | 17,9   |

## Culture locale et patrimoine

### Lieux et monuments
- L'église Saint-Nicolas.
- Le monument aux morts[34].
- le cimetière britannique de la sucrerie d'Épinoy (Sucrerie Cemetery, Épinoy), chemin de Fressies, lieu-dit Au-dessus de la Chapelle[35].

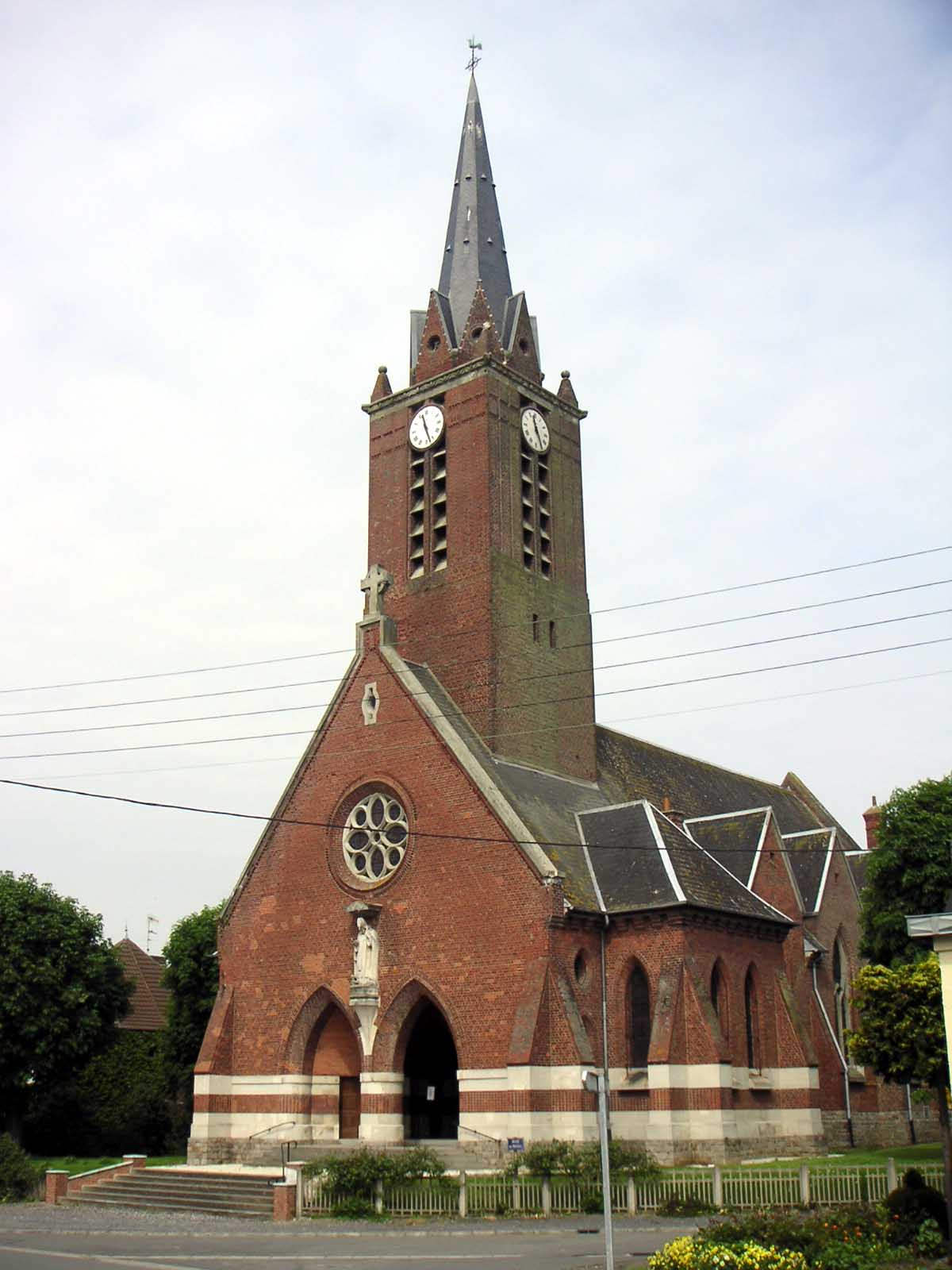
L'église Saint-Nicolas.
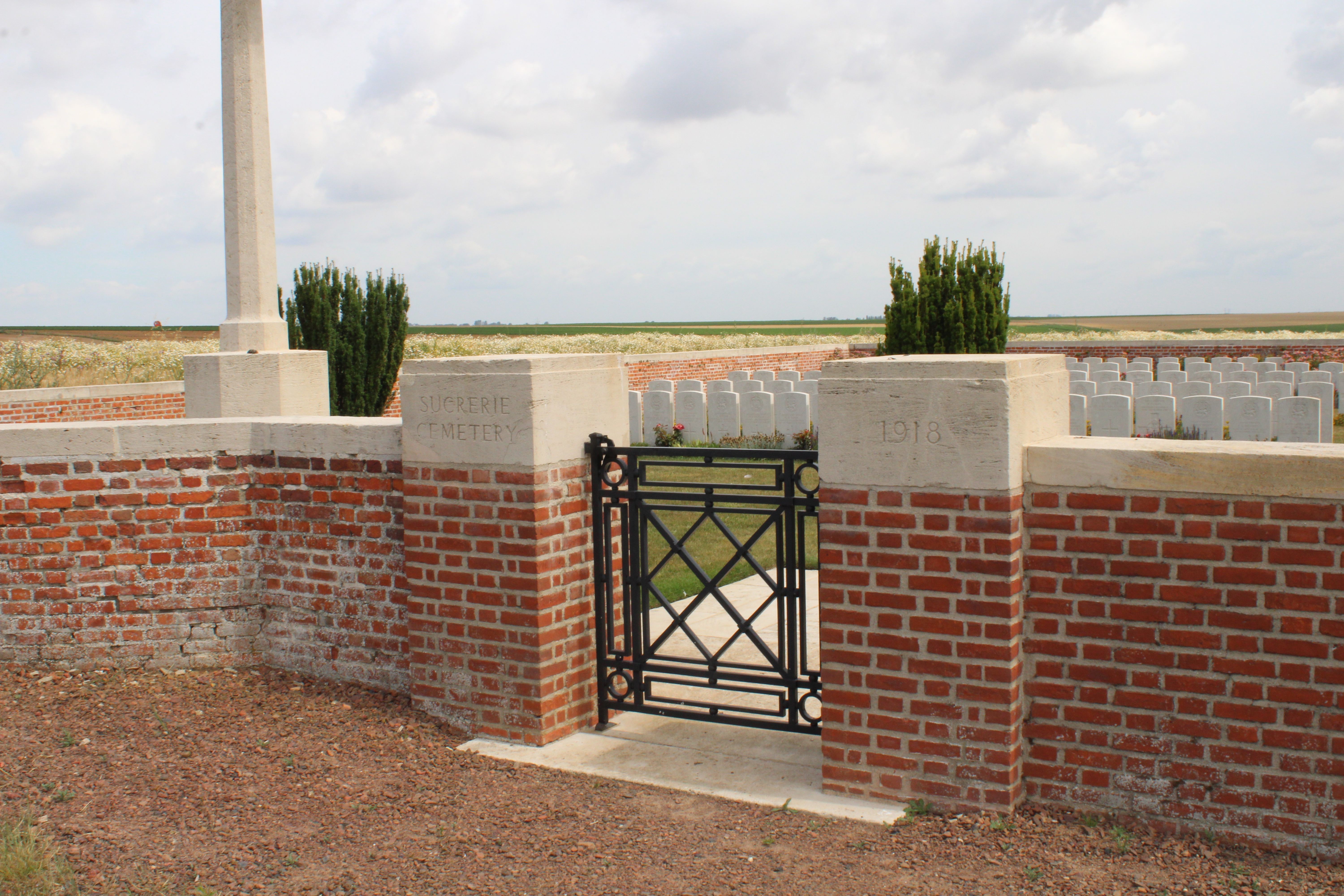
Le cimetière britannique.
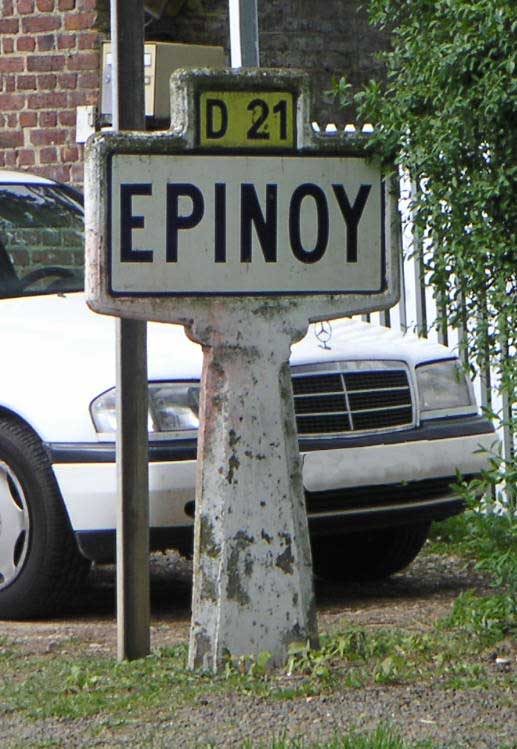
Un panneau de la commune.

### Personnalités liées à la commune
- Florence de Verquigneul (1559-1638), moniale bénédictine, née à Épinoy.
- Paul Duez (1888-1947), juriste, né à Épinoy.

### Héraldique
| Blason de Épinoy | Blason  | D'or à trois lionceaux naissants de gueules, armés et lampassés d'argent ; au chef d'hermine chargé d'un croissant de sable. Ornements extérieursCroix de guerre 1914-1918 |
| Blason de Épinoy | Détails | Armes de deux familles : les De Werquignoeul et les De Tournay d'Assignies. Le statut officiel du blason reste à déterminer.                                               |

## Pour approfondir